# Lipusz (gromada)
Lipusz – dawna gromada, czyli najmniejsza jednostka podziału terytorialnego Polskiej Rzeczypospolitej Ludowej w latach 1954–1972.
Gromady, z gromadzkimi radami narodowymi (GRN) jako organami władzy najniższego stopnia na wsi, funkcjonowały od reformy reorganizującej administrację wiejską przeprowadzonej jesienią 1954 do momentu ich zniesienia z dniem 1 stycznia 1973, tym samym wypierając organizację gminną w latach 1954–1972.
Gromadę Lipusz z siedzibą GRN w Lipuszu utworzono – jako jedną z 8759 gromad na obszarze Polski – w powiecie kościerskim w woj. gdańskim na mocy uchwały nr 18/III/54 WRN w Gdańsku z dnia 5 października 1954. W skład jednostki weszły obszary dotychczasowych gromad Lipusz, Śluza i Tuszkowy oraz osada Płociczno z dotychczasowej gromady Szklana Huta ze zniesionej gminy Lipusz w tymże powiecie. Dla gromady ustalono 16 członków gromadzkiej rady narodowej.
29 lutego 1956 do gromady Lipusz włączono wybudowanie Bukowo (gospodarstwo ob. Piotra Kiedrowicza) z gromady Nakla w powiecie bytowskim w woj. koszalińskim. 
1 stycznia 1958 do gromady Lipusz włączono miejscowości Szklana Huta, Płocice, Trawice, Krosewo, Wyrówno, Szwedzki Ostrów i Kula zniesionej gromady Kalisz w tymże powiecie.
1 stycznia 1962 do gromady Lipusz włączono miejscowości Gostomko i Żółno ze zniesionej gromady Korne w tymże powiecie.
Gromada przetrwała do końca 1972 roku, czyli do kolejnej reformy gminnej. 1 stycznia 1973 w powiecie kościerskim w woj. gdańskim reaktywowano zniesioną w 1954 roku gminę Lipusz (w latach 1976–83 zniesiona, zastąpiona gminą Dziemiany-Lipusz; od 1999 w woj. pomorskim).